# Slowakische Badmintonmeisterschaft 2005
Die Slowakische Badmintonmeisterschaft 2005 war die 13. Auflage der Titelkämpfe im Badminton in der Slowakei. Sie fand vom 13. bis zum 15. Mai 2005 in Trenčín statt.

## Medaillengewinner
| Disziplin    | Gold                                                                    | Silber                                                                       | Bronze                                                           |
| ------------ | ----------------------------------------------------------------------- | ---------------------------------------------------------------------------- | ---------------------------------------------------------------- |
| Herreneinzel | Michal Matejka (M-Šport Trenčín)                                        | Lukáš Klačanský (CEVA Trenčín)                                               | Ján Fiľ (Lokomotíva Košice)                                      |
| Herreneinzel | Michal Matejka (M-Šport Trenčín)                                        | Lukáš Klačanský (CEVA Trenčín)                                               | Pavel Mečár (Slávia ŽU Žilina)                                   |
| Dameneinzel  | Eva Sládeková (CEVA Trenčín)                                            | Kvetoslava Orlovská (BC Prešov)                                              | Gabriela Zabavníková (Lokomotíva Košice)                         |
| Dameneinzel  | Eva Sládeková (CEVA Trenčín)                                            | Kvetoslava Orlovská (BC Prešov)                                              | Veronika Lišková (BK MI Trenčín)                                 |
| Herrendoppel | Pavel Mečár (Slávia ŽU Žilina) Marián Šulko (Spoje Bratislava)          | Róbert Eliaš (BC Prešov) Ladislav Tomčko (ATU Košice)                        | Marián Smrek (BC Prešov) Vladimír Závada (BC Prešov)             |
| Herrendoppel | Pavel Mečár (Slávia ŽU Žilina) Marián Šulko (Spoje Bratislava)          | Róbert Eliaš (BC Prešov) Ladislav Tomčko (ATU Košice)                        | Roman Krška (Spoje Bratislava) Lukáš Navrátil (Spoje Bratislava) |
| Damendoppel  | Alexandra Felgrová (Spoje Bratislava) Kristína Ludíková (BK MI Trenčín) | Júlia Turzáková (Lokomotíva Košice) Gabriela Zabavníková (Lokomotíva Košice) | Barbora Bobrovská (BK ATU Košice) Eva Sládeková (CEVA Trenčín)   |
| Damendoppel  | Alexandra Felgrová (Spoje Bratislava) Kristína Ludíková (BK MI Trenčín) | Júlia Turzáková (Lokomotíva Košice) Gabriela Zabavníková (Lokomotíva Košice) | Veronika Barteková (BC Prešov) Andrea Kačmárová (BC Prešov)      |
| Mixed        | Pavel Mečár (Slávia ŽU Žilina) Barbora Bobrovská (BK ATU Košice)        | Ladislav Tomčko (BK ATU Košice) Gabriela Zabavníková (Lokomotíva Košice)     | Vladimír Závada (BC Prešov) Zuzana Orlovská (BC Prešov)          |
| Mixed        | Pavel Mečár (Slávia ŽU Žilina) Barbora Bobrovská (BK ATU Košice)        | Ladislav Tomčko (BK ATU Košice) Gabriela Zabavníková (Lokomotíva Košice)     | Róbert Eliaš (BC Prešov) Kvetoslava Orlovská (BC Prešov)         |